# Eubie Blake
Eubie Blake (født 7. februar 1887, død 12. februar 1983) var en amerikansk ragtimepianist og komponist. Han blev født James Hubert Blake i Baltimore i 1883. Han begyndte allerede at spille på orgel som seksårig, og fik sit første spillejob på et bordel som femtenårig. Da han fyldte atten, fik han sin professionelle scenedebut. Han kom ind ved New York University. Han studerede the Schillinger System, og studerede sammen med Margaret Marshall og Llewellyn Wilson. 
Han arbejdede i flere år sammen med Noble Sissle, hvor de blandt andet skrev en Broadway musical Shuffle Along i 1921. Det var den første Broadway musical, som blev skrevet og instrueret af afro-amerikanere. Blakes hit-kompositioner tæller blandt andet: Bandana Days, Charleston Rag, Love Will Find A Way, You Were Meant For Me, Memories of You, og I'm Just Wild About Harry. I 1978 åbnede musicallen Eubie på Broadway.
Blake forsatte med at optræde og indspille indtil kort før hvad alle troede var hans 100-års fødselsdag. Han ytrede dette mindeværdige citat: 
"If I'd known I was going to live this long, I would have taken better care of myself."
En nylig undersøgelse af Peter Hanley fra 2003 har dog sået tvivl om sandfærdigheden af Eubie Blakes høje alder. Hans fødselsdato er i officielle amerikanske optegnelser fra 1900 noteret som februar 1887, og i et ansøgningsskema fra 1937 har han selv opgivet den som 7. februar 1887. Derfor konkluderede Hanley i sin endelige analyse, at han ved sin død kun var seksoghalvfems år og ikke hundrede. Dette ændrede dog ikke ved, at Eubie Blake altid vil blive husket som en af de bedste populærkomponister og sangskriver i sin tid.
I 1995 blev Eubie Blake æret med et frimærke i sit hjemland USA.